# Christian Vega
Christian Vega (Mexikóváros, 1998. február 3. –) mexikói színész.

## Élete
1998. február 3-án született Mexikóvárosban. Nyolcévesen a Casa Azulban, az Argos színészképzőjében tanult. 2006-tól három éven át Centro de Educación Artísticában (CEA), a Televisa színészképzőjében folytatta tanulmányait. 2008-ban a Tormenta en el Paraíso (Vihar a paradicsomban) című telenovellában játszott Sara Maldonado és Erick Elías mellett. 2011-ben jelölték a Miami Life Awards-díjra.

## Filmográfia

### Telenovellák, tévésorozatok
| Év        | Eredeti Cím                | Cím              | Szerep                       | Stúdió               |
| --------- | -------------------------- | ---------------- | ---------------------------- | -------------------- |
| 2008      | Tormenta en el Paraíso     |                  | Hernán Nicolás Bravo Lazcano | Televisa             |
| 2008      | Las tontas no van al cielo | Candy            |                              | Televisa             |
| 2009      | Alma de hierro             |                  | Pedrito                      | Televisa             |
| 2009      | Verano de amor             |                  | Dylan                        | Televisa             |
| 2010      | Cuando me enamoro          | Időtlen szerelem | Andrés de Valle Fonseca      | Televisa             |
| 2010-2011 | Eva Luna                   | Eva Luna         | Adrián Reyes                 | Univision-Venevision |
| 2012      | El Talismán                | Talizmán         | Santiago Mercado             | Univision-Venevision |
| 2014      | La gata                    | A macska         | Mariano (gyerek)             | Televisa             |

### Filmek, rövidfilmek
| Év   | Eredeti Cím       | Cím | Szerep      |
| ---- | ----------------- | --- | ----------- |
| 2005 | Los dos Pérez     |     | Pedro Pérez |
| 2009 | Iker pelos tiesos |     | Iker        |